# رادیکوفانی
رادیکوفانی (به ایتالیایی: Radicofani) یک کومونه در ایتالیا است که در استان سیه‌نا واقع شده‌است.
 رادیکوفانی ۸۵٫۲ کیلومتر مربع مساحت و ۱٬۰۸۸ نفر جمعیت دارد و ۸۱۴ متر بالاتر از سطح دریا واقع شده‌است.